# .la
Pour les articles homonymes, voir LA.

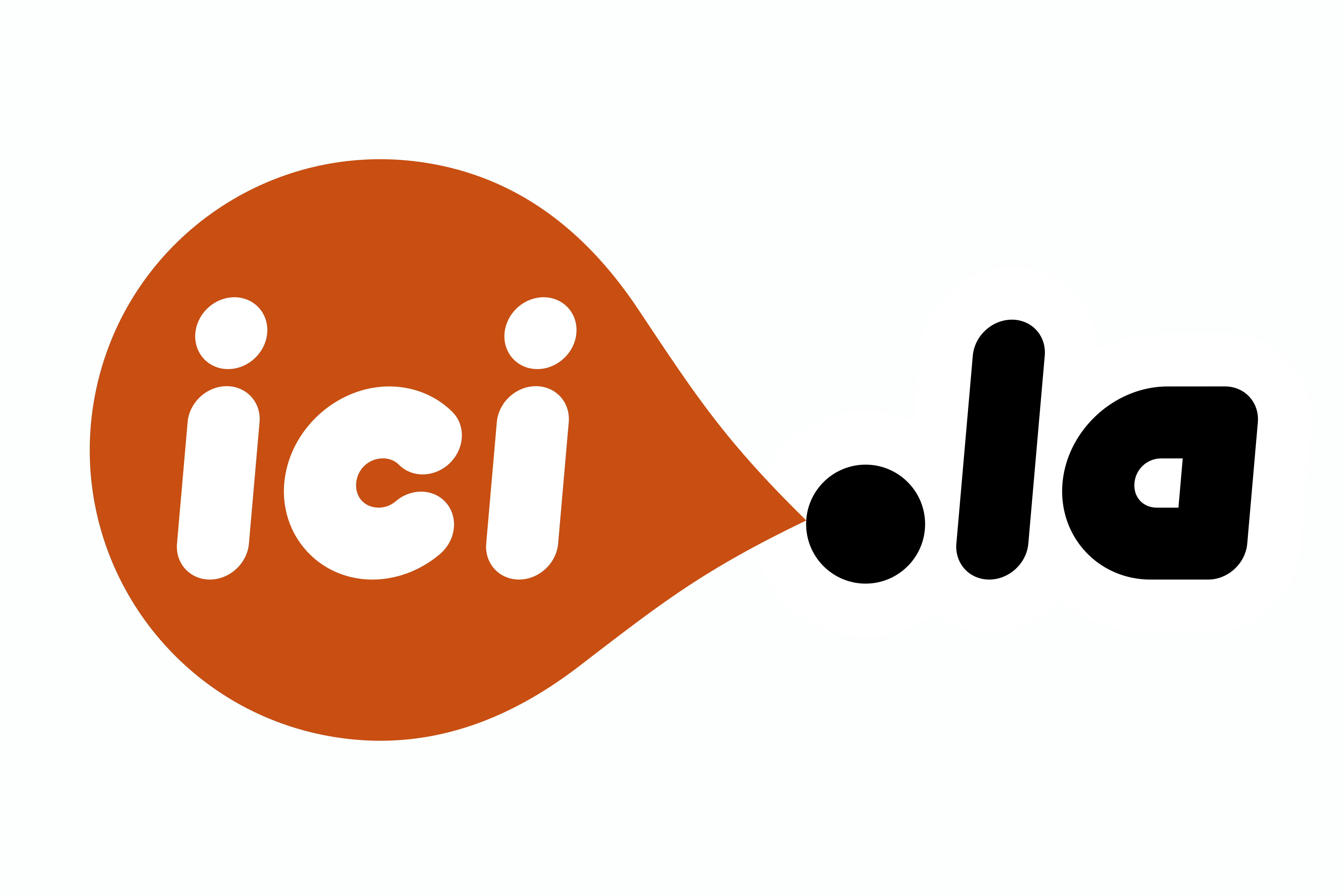
Exemple de jeu de mots qui utilise l'extension ".la", ici en français.

.la est le domaine de premier niveau national (country code top level domain : ccTLD) réservé au Laos. 
Le LANIC (commission internet du Laos) a délégué la gestion de l'extension .la à la société LA Names Corporation Limited, basée à Guernesey. La gestion commerciale du domaine .la est assurée depuis 2006 par la société britannique CentralNic, qui le vend en tant que nom de domaine de la ville de Los Angeles sur son site www.la. Cependant, il ne semble exister aucun lien officiel entre la ville de Los Angeles et l'extension .la, qui est aussi vendue comme étant celle de l'Amérique latine (Latin America) ou de l'État de la Louisiane, dont l'abréviation officielle est LA. Ces trois cibles marketing offrent effectivement des marchés plus larges que le Laos, et font de l'extension .la une extension générique au même titre que l'extension .tv (domaine national de premier niveau réservé aux Tuvalu). Contrairement aux suggestions commerciales de CentralNic, Google utilise le domaine google.la pour y proposer une version laotienne de son site.